# Élections législatives de 2012 dans la 14e circonscription du Nord
Les élections législatives françaises de 2012 dans la 14e circonscription du Nord se déroulent les 10 et 17 juin 2012.

## Circonscription
À la suite de l'ordonnance no 2009-935 du 29 juillet 2009, ratifiée par le Parlement français le 21 janvier 2010, elle est composée des divisions administratives suivantes : Canton de Bergues, Canton de Bourbourg, Canton de Dunkerque-Est, Canton de Gravelines, Canton d'Hondschoote et Canton de Wormhout.

## Contexte
Le député sortant Jean-Pierre Decool (UMP) maire de Brouckerque et conseiller général du canton de Bourbourg se trouve face à Jean Schepman (PS) conseiller général du canton d'Hondschoote, Jean-François Vendeville (FN), Delphine Castelli (FDG), José Szymaniak (EELV), Martine Beuraert (MoDem) adjointe spéciale de Malo-les-Bains, David Haillant (LO) et Claire Raimbault (EXG).

## Résultats[1]
Ce scrutin voit la seconde et dernière réélection de Jean-Pierre Decool comme député du Nord et ouvre son troisième mandat à la chambre basse du Parlement français.
- Député sortant : Jean-Pierre Decool (UMP)

| Candidat       | Candidat                 | Parti          | Premier tour | Premier tour | Second tour | Second tour |
| Candidat       | Candidat                 | Parti          | Voix         | %            | Voix        | %           |
| -------------- | ------------------------ | -------------- | ------------ | ------------ | ----------- | ----------- |
|                | Jean-Pierre Decool       | UMP            | 23 015       | 39,16        | 30 703      | 53,44       |
|                | Jean Schepman            | PS             | 21 496       | 36,58        | 26 748      | 46,56       |
|                | Jean-François Vendeville | FN             | 9 949        | 16,93        |             |             |
|                | Delphine Castelli        | FDG            | 1 642        | 2,79         |             |             |
|                | José Szymaniak           | EELV           | 1 368        | 2,33         |             |             |
|                | Martine Beuraert         | MoDem          | 673          | 1,15         |             |             |
|                | David Haillant           | LO             | 362          | 0,62         |             |             |
|                | Claire Raimbault         | EXG            | 265          | 0,45         |             |             |
|                |                          |                |              |              |             |             |
| Inscrits       | Inscrits                 | Inscrits       | 98 801       | 100,00       | 98 795      | 100,00      |
| Abstentions    | Abstentions              | Abstentions    | 39 023       | 39,50        | 39 480      | 39,96       |
| Votants        | Votants                  | Votants        | 59 778       | 60,50        | 59 315      | 60,04       |
| Blancs et nuls | Blancs et nuls           | Blancs et nuls | 1 008        | 1,69         | 1 864       | 3,14        |
| Exprimés       | Exprimés                 | Exprimés       | 58 770       | 59,48        | 57 451      | 58,15       |